# Риџвеј (Илиноис)
Риџвеј (енгл. Ridgway) град је у америчкој савезној држави Илиноис.

## Демографија
По попису из 2010. године број становника је 869, што је 59 (-6,4%) становника мање него 2000. године.
| Група             | 2000.       | 2010.       |
| Белци             | 918 (98,9%) | 850 (97,8%) |
| Афроамериканци    | 2 (0,2%)    | 2 (0,2%)    |
| Азијати           | 0 (0,0%)    | 1 (0,1%)    |
| Хиспаноамериканци | 5 (0,5%)    | 6 (0,7%)    |
| Укупно            | 928         | 869         |